# 約翰·哈沃森
約翰·哈沃森（挪威語：Johan Halvorsen；1864年3月15日—1935年12月4日），挪威作曲家。早年曾在莱比锡格万特豪斯管弦乐团演奏，回国后先后任卑尔根爱乐乐团和国家剧院的指挥。其音乐主要受格里格的影响，有一定民族特色。
他其中一首較為人熟識的作品，是根據了韓德爾的g小調大鍵琴組曲、作品HWV432中，運用了最後一個樂章「帕薩卡利亞舞曲」中的持續低音，並將旋律部份加以變化，成為了一首為小提琴和中提琴的二重奏作品。
2016年，多倫多大學公佈在其圖書館內發現館內存有作曲家1909年寫成的小提琴協奏曲手稿，在此之前，一般都認為此作品已經遺失，並在同年作出演奏。

## 外部連結
- 約翰·哈沃森的免费乐谱，由国际乐谱典藏计划提供